# 米哈爾茨鄉
46°09′N 23°44′E / 46.150°N 23.733°E
米哈爾茨鄉（羅馬尼亞語：Comuna Mihalț, Alba），是羅馬尼亞的鄉份，位於該國中部，由阿爾巴縣負責管轄，面積65平方公里，海拔高度273米，2011年人口3,051，人口密度每平方公里47人。